# Sanshi Katsura

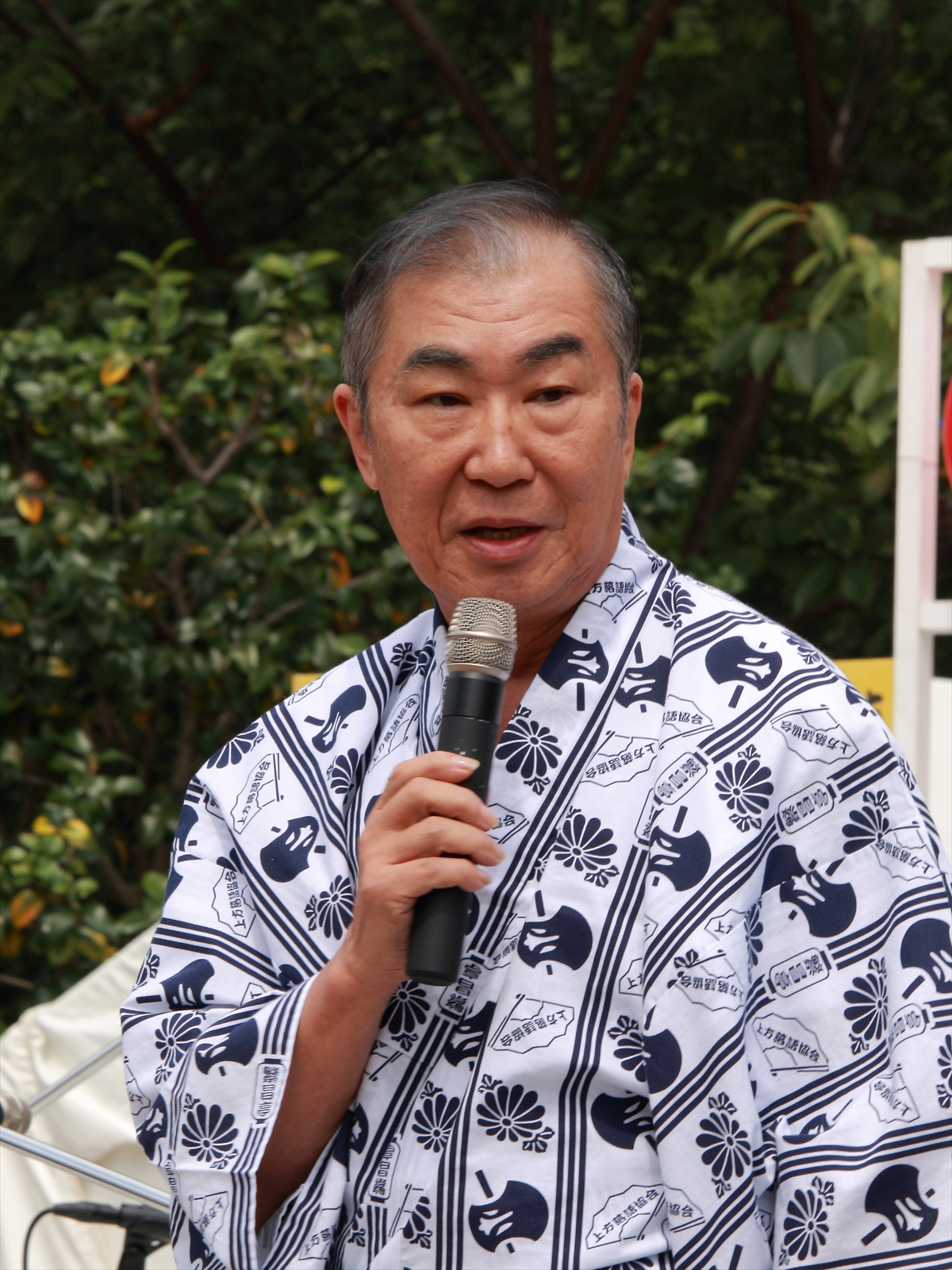
Katsura Bunshi VI

Sanshi Katsura (jap 桂 三枝, Katsura Sanshi; * 16. Juli 1943 als Shizuya Kawamura (河村 静也) in Sakai, Präfektur Osaka) ist ein populärer japanischer Rakugokünstler, Fernsehmoderator und Filmsprecher.
Er besitzt einen Abschluss von der handelswissenschaftlichen Fakultät der Kansai-Universität und ist Gastprofessor an der Universität Hakodate und der Universität Kansai.

## Filmographie
- 1981 Jarinko Chie
- 1987 Gorufu yoakemae
- 1988 Teito monogatari
- 1998 Ni ju-seiki shonen dokuhon
- 1992 Kurenai no buta
- 2005 Nezu no ban